# Shivangi Joshi
Shivangi Joshi (nascuda el 18 de maig de 1998) és una actriu índia coneguda pel seu treball a la televisió hindi . Una de les actrius de televisió més ben pagades de l'Índia, Joshi és àmpliament reconeguda per interpretar a Naira Singhania Goenka a Yeh Rishta Kya Kehlata Hai . Ha rebut diversos reconeixements, com ara un ITA Awards i tres Gold Awards .

## Vida primerenca
Joshi va néixer el 18 de maig de 1998 a Pune, Maharashtra . Va fer la seva escola a Dehradun .

## Filmografia

### Televisió
| Year      | Title                                   | Role                        | Notes                       | Ref.   |
| --------- | --------------------------------------- | --------------------------- | --------------------------- | ------ |
| 2013      | Khelti Hai Zindagi Aankh Micholi        | Trisha                      |                             |        |
| 2013      | Parvarrish – Kuchh Khattee Kuchh Meethi | Unnamed                     | Episode 359                 |        |
| 2013–2014 | Beintehaa                               | Aayat Haider Malik          |                             | [ 5 ]  |
| 2014      | Love by Chance                          | Vishy                       | Episode: "Boys Not Allowed" |        |
| 2015      | Box Cricket League 2                    | Contestant                  |                             |        |
| 2015–2016 | Begusarai                               | Poonam Kumari Thakur        |                             | [ 6 ]  |
| 2016      | Yeh Hai Aashiqui                        | Meera                       | Episode: "Bodyguard"        |        |
| 2016      | Pyaar Tune Kya Kiya                     | Jyoti                       |                             |        |
| 2016–2021 | Yeh Rishta Kya Kehlata Hai              | Naira Singhania Goenka      |                             | [ 7 ]  |
| 2021      | Yeh Rishta Kya Kehlata Hai              | Sirat Shekhawat Goenka      |                             | [ 8 ]  |
| 2021–2022 | Balika Vadhu 2                          | Anandi Bhujaaria Chaturvedi |                             | [ 9 ]  |
| 2022      | Fear Factor: Khatron Ke Khiladi 12      | Contestant                  | 12th place                  | [ 10 ] |
| 2023      | Bekaboo                                 | Rajpari Devlekha            | Special appearance          | [ 11 ] |
| 2023–2024 | Barsatein – Mausam Pyaar Ka             | Aradhana "Aaru/Radhy" Sahni |                             | [ 12 ] |